# Matelea urophylla
Matelea urophylla är en oleanderväxtart som beskrevs av Louis Otho Otto Williams. Matelea urophylla ingår i släktet Matelea och familjen oleanderväxter. Inga underarter finns listade i Catalogue of Life.